# Fiavé
Fiavè est une commune italienne d'environ 1 100 habitants située dans la province autonome de Trente dans la région du Trentin-Haut-Adige dans le nord-est de l'Italie.

## Histoire
Les premiers établissements humains dans la zone de la commune de Fiavè remontent à 2300 av. J.C. et à l'âge de Bronze. Durant l'empire romain et jusqu'au haut Moyen-Âge, Fiavè appartenait à la commune de Brescia et était divisée en deux quartiers (rioni) : le quartier des Sabadini au sud et celui des Sotratori au nord. Au Moyen-Âge ainsi qu'à l'époque moderne, tous les aspects de la vie communautaire de Fiavè étaient régis par d'anciens documents appelés "chartes de Règle" (carte di Regola) qui fournissaient les bases de l'organisation civique de la Commune. Le premières chartes de Règle datent de 1458 pour Fiavé, 1778 pour Stumiaga, 1793 pour Favrio et 1794 pour Ballino. En 1996, les chartes de Règle ont été remplacés par les statuts communaux.
La présence de don Lorenzo Guetti fut d'une importance notable pour le développement du territoire de Fiavè. 

## Administration
| Période                                  | Période | Identité | Étiquette | Qualité |
| ---------------------------------------- | ------- | -------- | --------- | ------- |
|                                          |         |          |           |         |
| Les données manquantes sont à compléter. |         |          |           |         |

### Hameaux
Ballino, Favrio, Stumiaga

### Communes limitrophes
Les communes limitrophes sont  Bleggio Superiore, Comano Terme, Ledro et Tenno.